# Eixo do bem

Os países do "Eixo do bem".

Eixo do bem foi uma expressão cunhada pelo presidente venezuelano Hugo Chávez para descrever a relação Castro-Chávez-Morales. O termo é uma expressão retórica desenhada para contrapor a forte oposição feita por George W. Bush aos governos de esquerda da América Latina. Dentro deste contexto, o Eixo do Bem seria formado por Cuba, Venezuela e Bolívia.